# 대한민국 공보실
공보실(公報室, Office of Public Information)은 법령의 공포·언론·보도·정보·선전 영화 제작·인쇄·정기 간행물 및 방송에 관한 사무를 관장하는 대한민국의 옛 중앙행정기관이다. 1956년 2월 9일 공보처를 개편하여 발족하여 1960년 6월 30일 국무원 사무처 공보국으로 개편되면서 폐지되었다. 이후 국무총리에 관한 공보와 정부 시책의 홍보 지원 사항에 관하여 국무총리를 보좌하는 대한민국의 중앙행정기관으로 1998년 2월 28일 공보처를 개편하여 재발족하였으며 1999년 5월 24일 국정홍보처로 개편되면서 폐지되었다.

## 설치 근거 및 소관 업무
- 정부조직법 [법률 제384호, 1956.02.01 일부개정] 제10조[1]
- 공보실직제 [대통령령 제1127호, 1956.02.09 제정] 제1조[2]
- 정부조직법 [법률 제5529호, 1998.02.28 전부개정] 제22조[3]
- 공보실직제 [대통령령 제15696호, 1998.02.28 제정] 제2조[4]

## 연혁
- 1956년 2월 9일 - 공보처를 폐지하고 공보실을 신설.
- 1960년 6월 30일 - 공보실을 폐지. 소관 업무는 국무원 사무처 공보국으로 이관.[5]
- 1998년 2월 28일 - 공보처를 폐지하고 공보실을 신설.
- 1999년 5월 24일 - 공보실을 폐지하고 국정홍보처를 신설.

## 조직
- 공보국 ( 1956.02 - 1960.06 )
- 공보기획관 ( 1998.02 ~ 1999.05 )
- 선전국 ( 1956.02 ~ 1960.07 )
- 연설공보관 ( 1998.02 ~ 1999.05 )
- 운영담당관 ( 1998.02 ~ 1999.05 )

## 역대 실장

### 공보실장
| 정부        | 대수 | 이름           | 임기                              | 출신지                   | 출신학교          | 비고                                                        |
| ----------- | ---- | -------------- | --------------------------------- | ------------------------ | ----------------- | ----------------------------------------------------------- |
| 제 1 공화국 | 초대 | 갈홍기(葛弘基) | 1955년 2월 28일 ~ 1956년 7월 22일 | 경기 강화 (현 인천 강화) | 연세대            | 숙명여대 교수&외무부 차관&대한농구협회장&주 말레이시아 대사 |
| 제 1 공화국 | 2대  | 오재경(吳在璟) | 1956년 7월 23일 ~ 1959년 1월 30일 | 황해 옹진                | 일본 릿쿄대       | 한국관광공사 사장&동아일보 사장                             |
| 제 1 공화국 | 3대  | 전성천(全聖天) | 1959년 1월 31일 ~ 1960년 4월 7일  | 경북 예천                | 미국 프린스턴대   |                                                             |
| 제 1 공화국 | 4대  | 최치환(崔致煥) | 1960년 4월 8일 ~ 1960년 5월 4일   | 경남 남해                | 미국 미시간주립대 | 제5·6·7·10·12대 국회의원&대한축구협회장                     |
| 제 1 공화국 | 5대  | 서석순(徐碩淳) | 1960년 5월 5일 ~ 1960년 6월 30일  | 전남 고흥                | 미국 네브래스카대 | 국무원 사무처장                                             |

| 정부        | 대수 | 이름           | 임기                            | 출신지    | 출신학교 | 비고 |
| ----------- | ---- | -------------- | ------------------------------- | --------- | -------- | ---- |
| 국민의 정부 | 초대 | 오효진(吳效鎭) | 1998년 3월 1일 ~ 1999년 6월 1일 | 충북 청원 | 서울대   |      |